# Modelo macroeconómico
Un modelo macroeconómico es una herramienta analítica diseñada para describir el funcionamiento de la economía de un país o una región. Estos modelos se diseñan generalmente para examinar la dinámica de las cantidades agregadas, tales como la cantidad total de bienes y servicios producidos, los ingresos totales obtenidos, el nivel de empleo de los recursos productivos, y el nivel de precios.
Los modelos macroeconómicos pueden ser lógicos, matemáticos, y / o computacionales. Los diferentes tipos de modelos sirven para diversos fines y poseen diferentes ventajas y desventajas. Los modelos de Macroeconomía pueden utilizarse para aclarar e ilustrar los principios teóricos básicos. Se pueden utilizar para poner a prueba, comparar y cuantificar diferentes teorías macroeconómicas; que pueden ser utilizados para producir "qué pasaría si" en diversos escenarios (por lo general para predecir los efectos de los cambios en la monetarias , fiscales políticas macroeconómicas, u otros); y se pueden usar para generar pronósticos económicos. Por lo tanto, los modelos macroeconómicos son ampliamente utilizados en el mundo académico, la enseñanza y la investigación, y también por las organizaciones internacionales, gobiernos nacionales y las grandes empresas, así como por consultores de economía y think tank. .

## Tipos de modelos macroeconómicos
Modelos sencillos 
Las descripciones simples de la macroeconomía en libros de texto que implica un pequeño número de ecuaciones o diagramas son a menudo llamados "modelos". Los ejemplos incluyen el modelo IS-LM y el modelo Mundell-Fleming de macroeconomía keynesiana, y el modelo de Solow de la teoría neoclásica del crecimiento . Estos modelos comparten varias características. Se basan en unas pocas ecuaciones que implican unas pocas variables, que a menudo se pueden explicar con simples diagramas. Muchos de estos modelos son estáticos , pero algunos son dinámicos, describen la economía durante muchos períodos de tiempo. Las variables que aparecen en estos modelos a menudo representan los agregados macroeconómicos (como el PIB o total del empleo ) en lugar de las variables de elección individual, y si bien las ecuaciones que relacionan estas variables están destinados a describir las decisiones económicas, en general no se derivan directamente de la agregación de los modelos de opciones personales. Son lo suficientemente simple como para ser utilizado como ilustraciones de los puntos teóricos en las explicaciones introductorias de las ideas macroeconómicas; pero la aplicación, por lo tanto cuantitativa a la predicción, prueba o evaluación de políticas es generalmente imposible sin aumentar sustancialmente la estructura del modelo.

### Modelos de predicción empíricos
En los años 1948 y 1952, los gobiernos empezaron a acumular datos del ingreso nacional y de contabilidad de productos, los economistas se dispusieron a construir modelos cuantitativos para describir la dinámica observada en los datos. Estos modelos calculan las relaciones entre las diferentes variables macroeconómicas utilizando análisis de series temporales (en su mayoría lineal). Al igual que los modelos teóricos más simples, estos modelos empíricos describen las relaciones entre cantidades agregadas, pero muchos trataron una cantidad mayor nivel de detalle (por ejemplo, el estudio de las relaciones entre la producción, el empleo, la inversión y otras variables en muchas industrias diferentes). Por lo tanto, estos modelos crecieron para incluir cientos o miles de ecuaciones que describen la evolución de cientos o miles de precios y cantidades a través del tiempo, por lo que los equipos esenciales para su solución. Si bien la elección de las variables que se incluyen en cada ecuación fue parcialmente guiada por la teoría económica (por ejemplo, incluyendo los ingresos pasado como un determinante del consumo, según lo sugerido por la teoría de las expectativas adaptativas ), la inclusión variable fue determinada sobre todo por motivos puramente empíricos.
El economista holandés Jank Tinbergen desarrolló el primer modelo nacional integral, que se construyó para la Holanda en 1936. Más tarde se aplicó la misma estructura de modelado para las economías de los Estados Unidos y el Reino Unido. Lawrence Klein  inicio el primer modelo macroeconómico mundial, Wharton Econometric Forecasting Associates ' ENLACE. El modelo fue citado en 1980, cuando Klein, como Tinbergen anteriormente, ganó el Premio Nobel . Modelos empíricos a gran escala de este tipo, incluyendo el modelo de Wharton, todavía están en uso hoy en día, especialmente con fines de pronóstico.
- Datos: Q1188791